# Boulevard du Petit-Port
Le boulevard du Petit-Port est une voie nantaise.

## Situation et accès
Il est situé à la limite des quartiers Hauts-Pavés - Saint-Félix, Breil - Barberie et Nantes Nord.
Long de seulement 260 mètres, le boulevard part de la jonction des boulevards Gabriel-Lauriol et Michelet au sud pour déboucher place du 8-mai-1945 au nord, dans le prolongement du Boulevard Guy-Mollet. Un pont situé à moitié de son tracé permet de franchir la rivière du Cens qui marque la limite du quartier « Nantes Nord » avec le reste de la ville.

## Origine du nom
« Petit-Port » se rapporte au petit bassin formé par le Cens, à son embouchure dans l’Erdre.

## Historique
Cette artère fut aménagée dans les années 1870-1880, sous la supervision de Gabriel Lauriol, alors adjoint chargé des travaux publics, qui fut alors chargé d'aménager l'hippodrome du Petit Port, situé à l'extrémité nord-ouest du boulevard. De sa propriété du Tertre toute proche (à l'emplacement du campus homonyme de l'Université), Lauriol peut ainsi suivre l’évolution des travaux d’aménagement au jour le jour. De plus, il participa à la création avec Eugène Orieux, agent-voyer en chef, du boulevard de ceinture qui enveloppe Nantes de la rive droite.
Son nom actuel lui a été attribué par délibération du conseil municipal le 18 décembre 1882 ; cette dénomination s'étendait alors aussi sur le boulevard Gabriel-Lauriol qui en fut dissocié en 1901,
Depuis 1992, le boulevard est parcouru par la ligne 2 du tramway qui, à la station Morrhonnière-Petit Port, dessert, entre autres le Centre de loisirs du Petit Port inauguré en 1984 et qui dispose notamment d'une piscine ainsi que d'une patinoire. La station dessert également le camping municipal, situé en face du centre de loisirs et qui compte 84 emplacements et 63 mobiles homes.